# Johnny Hallyday à Laroche Migennes et au Vieux Colombier
Lives par Johnny Hallyday
Johnny Hallyday à Laroche Migennes et au Vieux Colombier est la captation de deux tours de chant de Johnny Hallyday alors débutant en 1960 et resté inédits au disque. Réunis dans un même CD en 2011, ce disque est inclus dans le coffret Johnny Hallyday les 25 cm et 30 cm (Vogue) édité chez Culture Factory.
La même année, l'enregistrement du récital  à Migennes les 16 et 17 avril 1960 (son premier depuis qu'il est sous contrat avec une maison de disque), sort individuellement en CD chez RDM sous le titre Johnny Hallyday 1960 : À la Roche-Migennes.

## Histoire
Johnny Hallyday est en date du 16 janvier 1960, sous contrat avec la firme Vogue. Alors officiellement chanteur professionnel, il se produit pour la première fois sur scène, en première partie de Jean Constantin, pour trois représentations, les 16 et 17 avril 1960, pour un cachet de 500 nouveaux francs, au Cabaret l'Escale dans la cité des cheminots de Migennes.
Johnny Hallyday chante sur une petite estrade (là, ou de coutume le public danse) et non sur la scène. Habillé d'une chemise noire avec des paillettes et d'un pantalon en cuir, s'accompagnant  la guitare, il est encadré par les musiciens travaillant à L'Escale. Le propriétaire du Cabaret, Michel Wattelier, réalise quelques photographies durant sa prestation et l'enregistre sur un magnétophone à bande. Restée inédite durant plusieurs décennies, cette première captation en public de Johnny Hallyday, sera utilisée en 2006, pour réaliser l'intégrale des enregistrements du chanteur chez Vogue.... 
Le lendemain de ses représentations, le 18 avril 1960, Johnny Hallyday passe pour la première fois à la télévision, dans l'émission L'École des vedettes, où il est présenté par Line Renaud, sa carrière est lancée... Dès lors, Georges Leroux, son impresario, lui obtient de nouveaux engagements. C'est ainsi, que durant l'été, il se produit en première partie de Sacha Distel, au casino le Vieux Colombier à Juan-les-Pins. Parallèlement à cela, dans le même temps, il chante (accompagné par l'orchestre du Vieux Colombier, n'ayant pas alors des musiciens attitrés), dans plusieurs casino de la Côte d'Azur,. Cette première tournée révèle les premiers déplacement de foule et s'accompagne par de multiples mini-émeutes. Collectivement inamicale et sévère envers ses manifestations tout autant qu'envers les prestations scéniques du chanteur, la presse qualifie cela d'hystérie collective.
Les 3 et 4 septembre, de retour à Laroche Migennes, Johnny Hallyday est à nouveau sur la scène de L'Escale (son cachet est alors de 800 nouveaux francs),.

## Autour du CD
Références originales
Coffret Culture Factory Johnny Hallyday les 25cm et les 30cm 781 417, CD 9 LD 682-97 Johnny Hallyday à Laroche Migennes et au Vieux Colombier.
CD Johnny Hallyday 1960 : À la Roche-Migennes RDM Édition CD 382.

## Titres
CD Johnny Hallyday à Laroche Migennes et au Vieux Colombier
| 1. | T'aimer follement (Makin' Love)                         | André Salvet, Jacques Plait (adaptation) | Floyd Robinson                    | 2:25 |
| 2. | Oh oh Baby (version anglaise de Bien trop timide)       | Jil et Jan                               | Johnny Hallyday                   | 2:40 |
| 3. | Laisse les filles                                       | Jil et Jan                               | Johnny Hallyday                   | 2:33 |
| 4. | J'étais fou                                             | Jil et Jan                               | Johnny Hallyday                   | 2:41 |
| 5. | Premier amour (First Love)                              | Moreau (adaptation)                      | Schroeder, Weisman                | 2:02 |
| 6. | Ready Teddy                                             | John Marascalco, Robert Blackwell        | John Marascalco, Robert Blackwell | 1:07 |
| 7. | Ton petit ours en peluche ((Let Me Be Your) Teddy Bear) | Jean Poterat (adaptation)                | Kal Mann, Bernie Lowe             | 2:06 |
| 8. | Blue Suede Shoes                                        | Carl Perkins                             | Carl Perkins                      | 2:09 |
| 9. | Tutti Frutti                                            | Dorothy LaBostrie, J. Lubin              | Richard Penniman                  | 1:40 |

| 1.  | Laisse les filles                    | Jil et Jan                                      | Johnny Hallyday             | 2:39 |
| 2.  | Pourquoi cet amour                   | Jill et Jan                                     | Johnny Hallyday             | 2:53 |
| 3.  | J'suis mordu (I Got Stung)           | Daniel J. White (adaptation)                    | Aaron Schroeder, David Hill | 1:52 |
| 4.  | T'aimer follement (Makin' Love)      | André Salvet, Jacques Plait (adaptation)        | Floyd Robinson              | 2:34 |
| 5.  | Mon amour oublié (Oh Why)            | Georges Garvarentz, Claude Nicolas (adaptation) | Phil Spector                | 2:06 |
| 6.  | Souvenirs, souvenirs (Souvenirs)     | Fernand Bonifay (adaptation)                    | Cy Coben (en)               | 2:03 |
| 7.  | Blue Suede Shoes                     | Carl Perkins                                    | Carl Perkins                | 2:15 |
| 8.  | Tutti Frutti                         | Dorothy LaBostrie, J. Lubin                     | Richard Penniman            | 1:45 |
| 9.  | Laisse les filles                    | Jil et Jan                                      | Johnny Hallyday             | 2:06 |
| 10. | J'suis mordu (I Got Stung)           | Daniel J. White (adaptation)                    | Aaron Schroeder, David Hill | 1:28 |
| 11. | Sentimental (Baby I Don't Care (en)) | Michel Emer (adaptation)                        | Jerry Leiber, Mike Stoller  | 1:42 |
| 12. | Mon amour oublié (Oh Why)            | Georges Garvarentz, Claude Nicolas (adaptation) | Phil Spector                | 2:06 |
| 13. | Money Honey                          | Jesse Stone                                     | Jesse Stone                 | 2:03 |

CD Johnny Hallyday 1960 : À la Roche-Migennes
| No  | Titre                                                                                  | Paroles                                  | Musique                           | Durée |
| --- | -------------------------------------------------------------------------------------- | ---------------------------------------- | --------------------------------- | ----- |
| 1.  | T'aimer follement (Makin' Love)                                                        | André Salvet, Jacques Plait (adaptation) | Floyd Robinson                    | 2:25  |
| 2.  | Oh oh Baby (version anglaise de Bien trop timide)                                      | Jil et Jan                               | Johnny Hallyday                   | 2:40  |
| 3.  | Laisse les filles                                                                      | Jil et Jan                               | Johnny Hallyday                   | 2:33  |
| 4.  | J'étais fou                                                                            | Jil et Jan                               | Johnny Hallyday                   | 2:41  |
| 5.  | Premier amour (First Love)                                                             | Moreau (adaptation)                      | Schroeder, Weisman                | 2:02  |
| 6.  | Ready Teddy                                                                            | John Marascalco, Robert Blackwell        | John Marascalco, Robert Blackwell | 1:07  |
| 7.  | Ton petit ours en peluche ((Let Me Be Your) Teddy Bear)                                | Jean Poterat (adaptation)                | Kal Mann, Bernie Lowe             | 2:06  |
| 8.  | Blue Suede Shoes                                                                       | Carl Perkins                             | Carl Perkins                      | 2:09  |
| 9.  | Tutti Frutti                                                                           | Dorothy LaBostrie, J. Lubin              | Richard Penniman                  | 1:40  |
| 10. | Souvenirs, souvenirs (Souvenirs - titre bonus : Souvenirs, souvenirs version anglaise) | ? (adaptation)                           | Cy Coben (en), Fernand Bonifay    | 2:07  |

## Musiciens
Laroche Migennes, Cabaret l'Escale
Nota : Les musiciens accompagnant Johnny Hallyday sont ceux employés par le Cabaret (source pour l'ensemble des informations : Frédéric Quinonero, Johnny immortel 1943-2017, 2017, Éditions L'Archipel, page 87.).
- Johnny Hallyday : guitare et chant
- Jacques Thureau : batterie
- André Raclot : basse
- Édouard Pajaniandy : saxophone

Juan-les-Pins, Vieux Colombier